# Henrique (fotbollsspelare född 1994)
Henrique Silva Milagres, född 25 april 1994, mer känd som endast Henrique, är en brasiliansk fotbollsspelare som spelar för Lyon.

## Karriär
Den 29 juni 2021 värvades Henrique av Lyon, där han skrev på ett treårskontrakt. Henrique gjorde sin Ligue 1-debut den 15 augusti 2021 i en 3–0-förlust mot Angers, där han blev inbytt i den 69:e minuten mot Islam Slimani.